# Onsen
Na Japonskem je onsen (温泉) poimenovanje za tople vrelce ter kopališča in tradicionalna gostišča okoli njih. Kot ognjeniško aktivna država ima Japonska veliko onsenov, raztresenih po vseh večjih otokih.
Onseni so zelo različnih vrst in oblik, vključno z zunanjimi (露天風呂 ali 野天風呂, roten-buro ali noten-buro) in notranjimi kopelmi (内湯, učiju). Kopeli so lahko javno upravljane s strani občine ali zasebne, pogosto kot del hotela, rjokana (tradicionalna japonska gostilna, ki ima običajno sobe s tatamijem, skupna kopališča in druge javne površine) ali nočitve z zajtrkom (民宿, minšuku).
Prisotnost onsena je na znakih in zemljevidih pogosto označena s simbolom ♨ ali kandžijem 湯 (yu, kar pomeni »vroča voda«). Včasih se uporablja preprostejši znak hiragane ゆ (ju), razumljiv mlajšim otrokom.
Tradicionalno so bili onseni na prostem, čeprav so številna gostišča zdaj zgradila tudi notranja kopališča. Danes, ko ima večina gospodinjstev svoje kopalnice, se je število tradicionalnih javnih kopališč zmanjšalo, povečalo pa se je število mest z vročimi vrelci (najpomembnejša so Kinosaki Onsen, Togura Kamijamada Onsen in Akanko Onsen). Onseni po definiciji uporabljajo naravno vročo vodo iz geotermalnih vročih vrelcev.

## Definicija
V skladu z Zakonom o vročih vrelcih (温泉法, Onsen Hō) je onsen opredeljen kot »vroča voda, mineralna voda in vodna para ali drug plin (razen zemeljskega plina, katerega glavna sestavina je ogljikovodik), ki bruha iz podzemlja«, njena temperatura pa je več kot 25 °C ali vsebuje specifično snov v določeni koncentraciji. Obstajajo tudi hladni onsen.

## Mešano kopanje
Tradicionalno so se moški in ženske kopali skupaj v onsenih in sentōs, vendar je bila ločitev po spolu uveljavljena od odprtja Japonske Zahodu med obnovo Meidži. Mešano kopanje (混浴, kon'joku) ostaja na nekaterih posebnih onsenih na podeželskih območjih Japonske, ki običajno nudijo tudi možnost ločenega kopanja »samo za ženske« ali različne ure za oba spola. Vodnik Japanoko navaja, da so »po drugi svetovni vojni, ko se je Japonska odločila odpreti svoja pristanišča za druge narode, sprejeli zakone proti kon'joku kopanju, da bi dvignili podobo države. Ker so mnogi gledali na golo kopanje kot na nespodobno in vulgarno, so bili ti zakoni še posebej usmerjeni v kon'joku (golo japonsko kopanje). Po drugi strani pa še vedno obstajajo tisti, ki se borijo za nadaljevanje te prakse, češ da je to japonska kultura, ki jo je treba ceniti in vzdrževati. Žal to ni preprečilo počasnega propadanja ustanov z onsen kopališči za mešane spole in se zdaj obravnava kot nekaj redkih krajev v državi.« Moški lahko pokrijejo svoje genitalije z majhno brisačo, ko so zunaj vode, medtem ko ženske običajno zavijejo svoja telesa v brisače polne velikosti. V moških in ženskih kopališčih je mogoče videti otroke obeh spolov. V nekaterih prefekturah na Japonskem, vključno s Tokiom, kjer je golo mešano kopanje prepovedano, morajo ljudje nositi kopalke ali jugi (湯着) ali juami-gi, ki so posebej oblikovani za kopanje.

## Bonton

### Zagotavljanje čistoče
Tako kot pri sentōju se tudi pri onsenu pričakuje, da se vsi gostje temeljito umijejo in izperejo, preden vstopijo v vročo vodo. Kopalne postaje so opremljene s stoli, pipami, lesenimi vedri in toaletnimi potrebščinami, kot sta milo in šampon; skoraj vsi onsen imajo tudi odstranljive prhe za udobno kopanje. Vstop v onsen še umazan ali s sledmi mila na telesu je družbeno nesprejemljiv. V zelo izoliranih onsenih, kjer ni možnosti uporabe mila pred vstopom v kopel, se od uporabnikov pričakuje, da vsaj sperejo svoje telo z vodo, preden vstopijo v kopel.

### Kopalke
Gostje običajno ne smejo nositi kopalk v kopališču. Vendar nekateri sodobni onsen z vzdušjem vodnega parka zahtevajo, da njihovi gostje v svojih mešanih kopališčih nosijo kopalke.

### Brisače
Onsen gostje običajno s seboj prinesejo majhno brisačo, ki jo uporabijo kot krpo za umivanje. Brisača lahko poskrbi tudi za kanček skromnosti pri hoji med prostorom za umivanje in kadjo. Nekateri onsen dovoljujejo nošenje brisače v kadi, medtem ko so drugi objavili znake, ki to prepovedujejo, češ da je tako težje očistiti kad. Potopitev ali namakanje brisač v onsen vodo za kopel je proti pravilom, saj se to lahko šteje za nečisto. Ljudje običajno odložijo brisače ob vodo, ko uživajo v kopeli, ali pa zložene brisače položijo na vrh glave.

### Hrup
Onsen se razlikujejo od tihih do hrupnih; nekateri predvajajo glasbo in pogosto prikazujejo bruhajoče fontane. Kopalci se bodo v tej sproščeni situaciji zapletli v pogovor. Običajno obstajajo prepovedi neredov v prostorih za umivanje in kopanje; vendar pa otrokom običajno tolerirajo majhno količino odvečne energije in čofotanja.

### Tetovaže
Leta 2015 je približno polovica (56 %) upravljavcev onsenov kopalcem s tetovažami prepovedovala uporabo njihovih prostorov. Prvotni razlog za prepoved tetoviranja je bil preprečitev vstop Jakuzam in članom drugih kriminalnih združb, ki imajo tradicionalno dovršene dekoracije celega telesa.
Obstajajo pa tudi onseni, prijazni do tetoviranih kopalcev. Študija Japonske nacionalne turistične organizacije iz leta 2015 je pokazala, da več kot 30 % upravljavcev onsenov v hotelih in gostilnah po vsej državi ne zavrne gosta s tetovažo; nadaljnjih 13 % jih je reklo, da bi dovolili dostop tetoviranemu gostu pod določenimi pogoji, kot je prekrivanje tetovaže. Nekatera mesta imajo veliko onsenov, ki so prijazni do tetoviranja in jih gostom ni treba pokriti. Dve taki mesti sta Kinosaki Onsen v Hjōgu in Beppu Onsen v Ōiti.
S povečanjem števila tujih strank zaradi naraščajočega turizma nekateri onseni, ki so prej prepovedali tetovaže, rahljajo svoja pravila, da bi dovolili vstop gostom z majhnimi tetovažami, če prekrijejo svoje tetovaže z obližem ali lepilnim obližem.

## Zdravje
Vulkanska narava Japonske zagotavlja veliko izvirov. Ko onsen voda vsebuje značilne minerale ali kemikalije, onsen obrati običajno prikažejo, za katero vrsto vode gre. Že od nekdaj so ljudje verjeli, da ima namakanje v vroči mineralni izvirski vodi zdravstvene koristi.
Nekateri primeri vrst onsen so:
- Žveplov onsen (硫黄泉, iō-sen)
- Natrijev klorid onsen (ナトリウム泉, natoriumu-sen)
- Onsen iz hidrogenkarbonatom (炭酸泉, tansan-sen)
- Železni onsen (鉄泉, tecu-sen)
- Navadni onsen (単純泉, tanjjun-sen)

## Tveganja
Čeprav se milijoni Japoncev vsako leto kopajo v onsenih z malo opaznimi stranskimi učinki, še vedno obstajajo možni stranski učinki uporabe, kot je poslabšanje visokega krvnega tlaka ali bolezni srca.
V nekaterih onsenih s slabimi sanitarnimi pogoji so bile odkrite bakterije legionele. Razkritja slabih sanitarnih praks v nekaterih onsenih so privedla do izboljšane ureditve skupnosti vročih vrelcev, da bi ohranile svoj ugled.
Obstajajo poročila o nalezljivih boleznih, najdenih v vročih vodnih telesih po vsem svetu, kot so različne vrste Naegleria. Medtem ko so študije odkrile prisotnost Naegleria v vodah vročih izvirov, Naegleria fowleri, ki je odgovorna za številne smrtne primere primarnega amebnega meningoencefalitisa po vsem svetu, ni bila prisotna v vodi pri onsensu. Kljub temu so na Japonskem v preteklosti opazili manj kot pet primerov, čeprav niso dokončno povezani z izpostavljenostjo onsenu.
Mnogi onseni prikazujejo obvestila, ki opominjajo vsakogar z odprtimi urezninami, ranami ali poškodbami, naj se ne kopajo. Poleg tega v zadnjih letih onseni vedno pogosteje dodajajo klor svoji vodi, da bi preprečili okužbo, čeprav mnogi puristi iščejo naravne, neklorirane onsene, ki ne reciklirajo svoje vode, ampak namesto tega dnevno čistijo kopeli. Ti previdnostni ukrepi in pravilna uporaba onsena (tj. ne spuščanje glave pod vodo, temeljito umivanje pred vstopom v kopel) močno zmanjšajo celotno tveganje za kopalce.

## Galerija

### Japonska
- Old Tsuru-no-yu Bathhouse in Nyūtō Onsen area, Akita
- Winter bathing at Tsuru-no-yu roten-buro in Nyūtō, Akita
- Kurokawa Onsen roten-buro in Kyushu
- Japanese macaques enjoying a roten-buro open-air onsen at Jigokudani Monkey Park
- Yumura-onsen's hot-spring resort and forests in Shin'onsen, Hyōgo
- Dōgo Onsen hot springs (main building) in Matsuyama, Ehime
- Ginzan Onsen in Obanazawa, Yamagata
- Kusatsu, Gunma
- [Onsen tamago (Black egg) Miyanoshita Onsen

### Tajvan
- Takinoyu on Beitou Wenquan road, Beitou
- Beitou Hot Spring Museum, Beitou